# (73100) 2002 GT21
(73100) 2002 GT21 – planetoida z pasa głównego asteroid okrążająca Słońce w ciągu 3,17 lat w średniej odległości 2,16 j.a. Odkryta 14 kwietnia 2002 roku.